# Gnophos amabilis
Gnophos amabilis là một loài bướm đêm trong họ Geometridae.